# Consejo de Defensa del Estado de Chile
El Consejo de Defensa del Estado de Chile (comúnmente conocido como Consejo de Defensa del Estado, y por sus siglas CDE) es el órgano colegiado interno que, en uso de sus atribuciones legales, resuelve accionar judicialmente o asumir la defensa de los entes públicos, dentro del ámbito legal que le compete a la institución.
Forma parte de su labor, además, asistir al titular del servicio en la «dirección superior» de la defensa de todos los asuntos judiciales encomendados por la «Ley Orgánica del Consejo de Defensa del Estado».

## Historia
En 1895, preocupado por la falta de una adecuada defensa y representación de los intereses patrimoniales del Fisco y del Estado de Chile, el entonces presidente, Jorge Montt Álvarez, envió al Congreso Nacional un proyecto de ley para organizarla.
Ante la demora de la tramitación del proyecto de ley, tres abogados de la Dirección del Tesoro propusieron una solución temporal que podía contribuir a paliar las consecuencias de la falta de una defensa especializada del Fisco. Dicha solución pasaba por coordinar desde la Dirección del Tesoro la defensa fiscal, mediante el expediente de reuniones periódicas. La idea se llevó a la práctica, siendo apoyada posteriormente por el director del Tesoro, Aliro Parga Olmos de Aguilera, y de esa forma el 21 de diciembre de dicho año, se dictó el Decreto supremo N.º 2.629, mediante el cual, y en forma provisional, se organizó la defensa fiscal, creándose el «Consejo de Defensa Fiscal»; dicho funcionario quedó a cargo de la dirección de la nueva entidad, con el cargo de presidente.
Transcurrieron treinta años durante los cuales no fue posible materializar la constitución definitiva de este órgano de defensa fiscal, hasta que, a través del Decreto Ley N.º 638, del 25 de octubre de 1925, el presidente de la época, Arturo Alessandri, confirmó la personalidad jurídica y estableció la estructura orgánica del Consejo como representante del Fisco en materia de juicios y gestiones ante tribunales.

## Organización
El Consejo de Defensa del Estado es el órgano colegiado interno que resuelve el accionar judicial y defensa de los entes públicos, dentro de su competencia. Además, asiste al jefe superior del servicio, en la "dirección superior" de la defensa de todos los asuntos judiciales, encomendados por la ley orgánica del Consejo.
Está integrado por doce abogados consejeros designados por el presidente de la República, que son inamovibles en sus cargos hasta cumplir los 75 años de edad, y solo pueden ser removido de sus cargos con acuerdo del Senado.

### Composición actual
- Presidente: Raúl Letelier Wartenberg[3]
- Consejeros:
  - Paulina Veloso Valenzuela (PS)
  - Carlos Mackenney Urzúa (DC)
  - Rodrigo Quintana Meléndez (PS)
  - Ruth Israel López
  - Ana María Hubner
  - Jaime Varela Aguirre
  - Daniel Martorell Correa
  - Juan Antonio Peribonio (RN)
  - Sebastián Soto Velasco
  - Alberto Espina Otero (RN)
  - Mariana Valenzuela Cruz

## Listado de presidentes

### Consejo de Defensa Fiscal
| Titular                       | Inicio | Final | Designado por                |
| ----------------------------- | ------ | ----- | ---------------------------- |
| Aliro Parga Olmos de Aguilera | 1895   | 1897  | Jorge Montt Álvarez          |
| Benjamín Vergara Echavarría   | 1897   | 1906  | Federico Errázuriz Echaurren |
| Darío Zañartu del Río         | 1906   | 1913  | Pedro Montt Montt            |
| Aliro Parga Olmos de Aguilera | 1913   | 1914  | Ramón Barros Luco            |
| Carlos Zañartu Fierro         | 1914   | 1922  | Ramón Barros Luco            |
| Osvaldo Rengifo Rodríguez     | 1922   | 1925  | Arturo Alessandri Palma      |

### Consejo de Defensa del Estado
| Titular                            | Inicio                   | Final                  | Designado por              |
| ---------------------------------- | ------------------------ | ---------------------- | -------------------------- |
| Aurelio Valenzuela Carvallo        | 1925                     | 1927                   | Arturo Alessandri Palma    |
| Julio Piwonka Gilabert             | 1927                     | 1930                   | Carlos Ibáñez del Campo    |
| Pedro Aguirre Cerda                | 1930                     | 1932                   | Carlos Ibáñez del Campo    |
| Eugenio Ortúzar Rojas              | 1932                     | 1932                   | Arturo Alessandri Palma    |
| Julio Lagos Lagos                  | 1932                     | 1941                   | Arturo Alessandri Palma    |
| Humberto Donoso Núñez              | 1941                     | 1942                   | Pedro Aguirre Cerda        |
| Alberto Coddou Ortiz               | 1942                     | 1947                   | Juan Antonio Ríos          |
| Antonio Pinto Durán                | 1947                     | 1953                   | Gabriel González Videla    |
| Galvarino Gallardo Nieto           | 1954                     | 1957                   | Carlos Ibáñez del Campo    |
| Marco Antonio de la Cuadra Poisson | 1957                     | 1963                   | Carlos Ibáñez del Campo    |
| Arturo Tagle Zañartu               | 1963                     | 1964                   | Jorge Alessandri Rodríguez |
| Paulino Varas Alfonso              | 1964                     | 3 de noviembre de 1970 | Eduardo Frei Montalva      |
| Eduardo Novoa Monreal              | 3 de noviembre de 1970   | 1972                   | Salvador Allende Gossens   |
| Enrique Testa Arueste              | 1973                     | 1973                   | Salvador Allende Gossens   |
| Lorenzo de la Maza Rivadeneira     | 12 de septiembre de 1973 | 1975                   | Augusto Pinochet Ugarte    |
| Renato Damilano Bonfante           | julio de 1975            | 11 de marzo de 1977    | Augusto Pinochet Ugarte    |
| Mauricio Flisfisch Elberg          | junio de 1977            | 11 de marzo de 1990    | Augusto Pinochet Ugarte    |
| Guillermo Piedrabuena Richard      | 11 de marzo de 1990      | 11 de marzo de 1994    | Patricio Aylwin Azócar     |
| Luis Bates Hidalgo                 | 11 de marzo de 1994      | 1996                   | Eduardo Frei Ruiz-Tagle    |
| Clara Szczaranski Cerda            | 1996                     | 2005                   | Eduardo Frei Ruiz-Tagle    |
| Carlos Mackenney Urzúa             | 2005                     | 2011                   | Ricardo Lagos Escobar      |
| Sergio Urrejola Monckeberg         | 2 de marzo de 2011       | 11 de marzo de 2014    | Sebastián Piñera Echenique |
| Juan Ignacio Piña Rochefort        | 11 de marzo de 2014      | 11 de marzo de 2017    | Sebastián Piñera Echenique |
| María Eugenia Manaud Tapia         | 12 de marzo de 2017      | 15 de abril de 2020    | Michelle Bachelet Jeria    |
| Juan Antonio Peribonio             | 15 de abril de 2020      | 17 de abril de 2023    | Sebastián Piñera Echenique |
| Raúl Letelier Wartenberg           | 17 de abril de 2023      | En el cargo            | Gabriel Boric Font         |